# (4026) Beet
(4026) Beet ist ein Hauptgürtelasteroid, der am 30. Januar 1982 von Ted Bowell von der Anderson-Mesa-Station des Lowell-Observatoriums aus entdeckt wurde.
Der Asteroid wurde nach dem britischen Astronomen Ernest Agar Beet (1904–1997) benannt.